# 柴山潔
柴山 潔（しばやま きよし、1951年2月 - ）は、日本の情報工学者。京都工芸繊維大学名誉教授。

## 経歴
- 1974年京都大学工学部情報学科卒業
- 1979年京都大学大学院工学研究科情報工学専攻博士後期課程単位修得退学、工学博士の学位を取得[2]
- 1986年京都大学工学部助教授[2]
- 1992年京都工芸繊維大学工芸学部教授[3][2]
- 元京都工芸繊維大学大学院工芸科学研究科長[4]
- 京都工芸繊維大学名誉教授
- 元日本学術会議情報工学研究連絡委員[5]
- 日本技術者教育認定機構 (JABEE) 審査員
- 大学評価・学位授与機構（現：大学改革支援・学位授与機構 大学機関別認証評価委員会及び国立大学教育研究評価委員会専門委員[6]
- 日本学術振興会 特別研究員等審査会 専門委員および国際事業委員会 書面審査員[7][8]
- 電子情報通信学会 コンピュータシステム研究専門委員長[9]
- 情報処理学会関西支部評議員[10][2]

## 著書（単著のみ）
- 柴山潔『並列記号処理』コロナ社,229ページ,1991年6月 ISBN 4-339-02590-9
- 柴山潔『コンピュータアーキテクチャの基礎』近代科学社、330ページ,1993年3月 ISBN 4-7649-0208-7
- 柴山潔『コンピュータアーキテクチャ』オーム社,413ページ,1997年3月 ISBN 4-274-13086-X
- 柴山潔『ハードウェア入門』サイエンス社,158ページ,1997年12月 ISBN 4-7819-0864-0
- 柴山潔『コンピュータサイエンスで学ぶ論理回路とその設計』近代科学社,265ページ,1999年9月 ISBN 4-7649-0275-3
- 柴山潔『改訂新版 コンピュータアーキテクチャの基礎』近代科学社,405ページ，2003年4月 ISBN 4-7649-0304-0
- 柴山潔『コンピュータサイエンスで学ぶオペレーティングシステム ―OS学―』近代科学社,272ページ,2007年12月 ISBN 978-4-7649-0345-6
- 柴山潔『コンピュータ工学への招待』近代科学社,262ページ,2015年2月 ISBN 978-4-7649-0475-0

## 学術論文
- S.Tomita, K.Shibayama, S.Oyanagi, H.Hagiwara: Hardware Organization of a Low Level Parallel Processor, Proc. IFIP Congress 77, pp.855-860, Aug.1977
- 小柳滋,柴山潔,富田眞治,萩原宏: マイクロプログラム制御計算機QA-1のハードウェア構成,電子情報通信学会･論文誌,61-D巻,1号,pp.64-71,1978年1月
- 小柳滋,柴山潔,富田眞治,萩原宏: マイクロプログラム制御計算機QA-1の並列処理について,電子情報通信学会･論文誌,61-D巻,1号,pp.72-79,1978年1月
- H.Hagiwara, S.Tomita, S.Oyanagi, K.Shibayama: A Dynamically Microprogrammable Computer with Low-Level Parallelism, IEEE Trans. on Computers, Vol.C-29, No.7, pp.577-595, Jul.1980 doi:10.1109/TC.1980.1675629
- K.Shibayama, S.Tomita, H.Hagiwara, K.Yamazaki, T.Kitamura: Performance Evaluation and Improvement of a Dynamically Microprogrammable Computer with Low-Level Parallelism, Proc. IFIP Congress 80, pp.181-186, Oct.1980 doi:10.1145/1014190.802714
- 柴山潔,中田登志之,北村俊明,富田眞治,萩原宏: ユニバーサル･ホスト計算機QA-1による各種言語プロセッサのエミュレーション,電子通信学会･論文誌,J65-D巻,11号,pp.1374-1381,1982年11月 ISSN 0374468X
- S.Tomita, K.Shibayama, T.Kitamura, T.Nakata, H.Hagiwara: A User-Microprogrammable, Local Host Computer with Low-Level Parallelism, pp.151－157，1983年6月　doi:10.1145/1067651.801650
- 北村俊明,中田登志之,柴山潔,富田眞治,萩原宏: ユニバーサル･ホスト計算機QA-2の低レベル並列処理方式,情報処理学会･論文誌,27巻,4号,pp.445-453,1986年4月 ISSN 1882-7764
- S.Tomita, K.Shibayama, T.Nakata, S.Yuasa, H.Hagiwara: A Computer with Low-Level Parallelism QA-2 -Its Applications to 3-D Graphics and Prolog/Lisp Machines-, 13th Annual Intn. Symp. on Computer Architecture Conf. Proc., IEEE and ACM, pp.280-289, Jun.1986 doi:10.1145/17356.17389
- 柴山潔,富田眞治,萩原宏: ユニバーサル･ホスト計算機QA-2による逐次型Prologマシンのエミュレーション,情報処理学会･論文誌,27巻,8号,pp.754-767,1986年8月 ISSN 1882-7764
- 柴山潔,北村俊明,中田登志之,富田眞治,萩原宏: ユニバーサル･ホスト計算機QA-2の高機能順序制御方式,情報処理学会･論文誌,27巻,10号,pp.960-969,1986年10月 ISSN 1882-7764
- 柴山潔,鹿毛裕史,川倉康嗣,山本雅亮,平田博章,加納健,萩原宏: 論理型プログラミング言語向き並列計算機KPRの並列処理方式,情報処理学会･論文誌,30巻,12号,pp.1573-1583,1989年12月 ISSN 1882-7764
- 金井達徳,柴山潔: 分散型プロダクション･システムの並列実行方式,電子情報通信学会 論文誌,J-75-D-Ⅰ巻,8号,pp.685-693,1992年8月 ISSN 09151915
- 寺澤謙一,新實治男,柴山潔: 並列処理用C++クラスライブラリーの設計,電子情報通信学会 論文誌,J-78-D-Ⅰ巻,2号,pp.79-86,1995年2月 ISSN 09151915
- 天津克秀,平田博章,新實治男,柴山潔: 分散メモリ型並列計算機向き階層化スレッドスケジューリング方式,電子情報通信学会 論文誌,J-80-D-Ⅰ巻,7号,pp.615-623,1997年7月 ISSN 09151915
- 平田博章,奥村晃生,柴田幸茂,新實治男,柴山潔: マルチスレッドプロセッサおよび1チップマルチプロセッサのための命令キャッシュ構成･命令フェッチ方式の性能比較,電子情報通信学会 論文誌,J-81-D-Ⅰ巻,6号,pp.615-623,1998年6月 ISSN 09151915
- 布目淳,平田博章,新實治男,柴山潔: 超並列計算機のための負荷変化速度を考慮した動的負荷分散方式,電子情報通信学会 論文誌,J-83-D-Ⅰ巻,9号,pp.936-945,2000年9月 ISSN 09151915
- 山村周史,門田匡史,平田博章,新實治男,柴山潔: 連結リスト構造を対象としたデータプリロード方式の評価,電子情報通信学会 論文誌,J-84-D-Ⅰ巻,2号,pp.136-145,2001年2月 ISSN 09151915
- 布目淳,平田博章,柴山潔: ネットワーク認証のための放送範囲可変型イーサネットスイッチ,電子情報通信学会 論文誌,J-88-D-Ⅰ巻,4号,pp.908-911,2005年4月 ISSN 09151915
- 中務国男,布目淳,平田博章,柴山潔: リターンアドレスの改ざん検出機能を備えたマイクロプロセッサアーキテクチャ,電子情報通信学会 論文誌,J-97-D巻,3号,pp.614-624,2014年3月 ISSN 1880-4535
- S. Ichii, A.Nunome, H. Hirata and K. Shibayama: A Lazy-Updating Snoop Cache Protocol for Transactional Memory, Intn. J. of Computer & Information Science (IJCIS), Vol.15, pp.31-40, Jun.2014 doi:10.1109/IIAI.AAI.2014.134
- A.Nunome, H. Hirata and K. Shibayama: A Distributed Storage System with Dynamic Tiering for iSCSI Environment, Intn. J. of Networked and Distributed Computing (IJNDC), Vol.3, No.1, pp.42-50, Jan.2015 doi:10.1109/IIAI-AAI.2014.135
- S. Yuki, A.Nunome, H. Hirata and K. Shibayama: A Large-Scale Speculation for the Thread-Level Parallelization, Intn. J. of Computer & Information Science, Vol.17, pp.24-32, Jan-Mar.2016 doi:10.1109/ACIT-CSI.2015.39

## 受賞
- 情報処理学会 昭和62年度 論文賞、1987年5月[11][12]
- 電子情報通信学会 平成18年度 情報・システムソサイエティ活動功労賞、2006年12月[12]
- 情報処理学会 平成20年度 優秀教材賞、2009年3月[13][12]
- 日本工学教育協会 第18回（平成20年度）日本工学教育協会賞 著作賞、2009年8月[12]
- 情報処理学会 フェロー（認証）、2012年3月[14][12]
- 情報処理学会 情報処理技術遺産（認定）、2014年3月[12]